# Austroagalloides rosea
Austroagalloides rosea (лат.) — вид прыгающих насекомых рода Austroagalloides из семейства цикадок (Cicadellidae). Эндемики Австралии (восточные регионы материка: Квинсленд, Новый Южный Уэльс, Виктория, Тасмания). Длина самцов 6 мм, самок — 8 мм. Желтовато-коричневые с чёрными отметинами, глаза коричневые. Скутеллюм гладкий, у самок — желтовато-коричневый, у самцов — чёрный. Встречаются на деревьях и кустарниках. Цилиндрической формы цикадки; голова короткая, округлённая. Макросетальная формула задних бёдер равна 2+0. Глаза крупные, так что голова вместе с глазами выглядит шире пронотума.